# Dippin' Dots

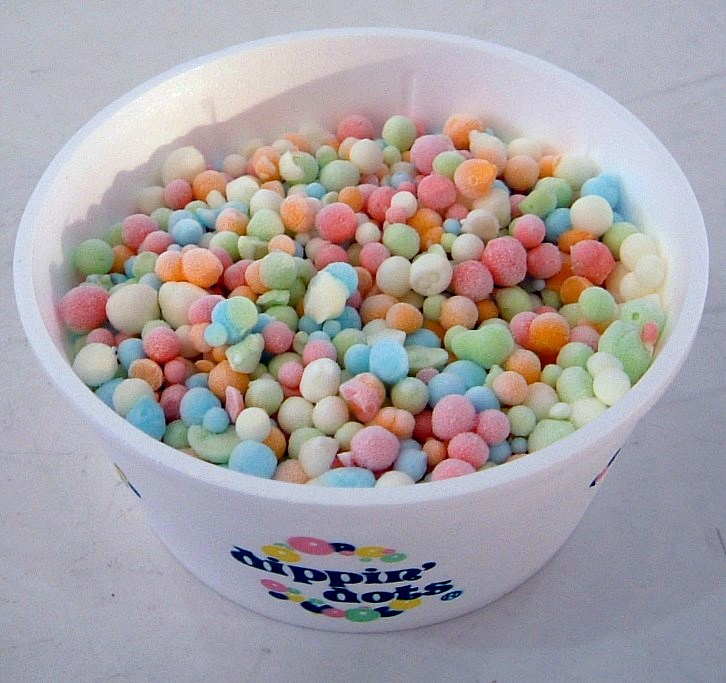
Dippin' Dots

Dippin' Dots est une marque américaine de crème glacée, créée en 1987 par Curt Jones. Cette glace a été créée par surgélation et ceci fait que la glace de Dippin' Dots a moins d'air que celle normale. Le résultat : des petites sphères de glace. Le slogan de la marque est « Glace de l'Avenir ». Cette création est fabriquée par Dippin' Dots Inc, basé en Paducah, Kentucky.
Sur son site web officiel, la société note que son produit exige le stockage aux températures au-dessous de −20 °F (environ −29 °C), qui est considérablement plus froid que des congélateurs domestiques standard. Ce sont des petites boules de glace qui ne fondent pas aussi vite que les autres sortes de glaces.